# Museu da Imagem e do Som (Rio de Janeiro)
O Museu da Imagem e do Som (MIS RJ) foi inaugurado em 3 de setembro de 1965, como parte das comemorações do IV Centenário da cidade do Rio de Janeiro. 
A instituição lançou um gênero pioneiro de museu audiovisual, que seria seguido em outras capitais e cidades brasileiras. Além de ter se qualificado como centro de documentação de música e imagem, foi também um centro cultural de vanguarda nas décadas de 60 e 70 do século XX, lugar de encontros e de lançamento de ideias e novos comportamentos.[carece de fontes?]

## Histórico
Além de preservar importantes coleções que atendem aos interesses de um público pesquisador amplo e diversificado, o prédio da Praça XV, sendo uma edificação protegida por meio do tombamento provisório do patrimônio histórico em 1988 e, definitivamente, em 1992 pelo Instituto Estadual do Patrimônio Cultural (INEPAC), é em si mesmo uma das mais belas peças de sua coleção. 
Trata-se de um   exemplar histórico raro dos pavilhões construídos para abrigar a Exposição do Centenário da Independência do Brasil (1922), projetado pelo arquiteto Raphael Rebecchi em estilo  Luís XVI como uma construção temporária. O edifício apresenta sistema construtivo incomum, construído com  paredes em estrutura de madeira e fechamentos em argamassa aplicada sobre tela deployée.
Antes de sediar o MIS, em 1965, abrigou a administração do Instituto Médico Legal e do Serviço de Registro dos Estrangeiros. Em 1990, o prédio passou por uma grande restauração que lhe devolveu o fausto do estilo eclético original, desfigurado pelas intervenções que ao longo dos anos modificaram sua fachada. Além desse prédio da Praça XV, o MIS começou a ocupar, nesse mesmo ano, um outro edifício, localizado no bairro da Lapa. Essa sede é atualmente ocupada por setores administrativos do MIS e abriga parte do acervo disponível à pesquisa.[carece de fontes?]
Interessado na área cultural, Manuel Nascimento Brito, diretor do Jornal do Brasil, foi uma das personalidades que através da imprensa buscaram viabilizar a concretização do Museu da Imagem e do Som, na cidade do Rio de Janeiro.

## O acervo

Elza Soares recebendo o diploma de Embaixatriz do Samba no Museu da Imagem e do Sim, com Garrincha ao fundo, 1971.

Além da guarda e preservação das coleções, o MIS produz seu próprio acervo por meio da coleta dos Depoimentos para Posteridade, projeto concebido em 1966 como forma de legitimar a ação do museu no meio cultural do Rio de Janeiro. Atualmente, o museu conta com um acervo de mais de 900 depoimentos com, aproximadamente, quatro mil horas de gravação abrangendo os mais diversos segmentos da cultura. O MIS não se restringe à guarda de objetos remanescentes do passado, mas está em dia com o presente e voltado para o futuro. Registra e preserva a memória, fazendo uso de tecnologias disponíveis em cada época.
O acervo do Museu da Imagem e do Som conta com 304 845 documentos entre discos, partituras, fotos, cartas, textos e vídeos, além de 18 mil discos da Rádio Nacional, com músicas, novelas e scripts de programas que marcaram época. Também fazem parte as coleções do radialista Almirante, dos músicos Abel Ferreira e Jacob do Bandolim, dos pesquisadores de música Sérgio Cabral e Hermínio Bello de Carvalho, além de obras de intérpretes da música popular brasileira, como as irmãs Linda e Dircinha Batista, Nara Leão, Elizeth Cardoso e Zezé Gonzaga.
“Este museu visa documentar em som e imagem o esforço do homem brasileiro, do homem carioca, dos homens de todas as nações que para aqui vieram convergentes formar, ampliar, reformar, desenvolver, tornar viva, humana, colorida, variada, multiforme, infinitamente alegre, mas infinitamente sofrida, a gloriosa e valorosa cidade de São Sebastião de Rio de Janeiro.” (Carlos Lacerda/ Discurso de Inauguração do MIS-RJ)

## Nova sede

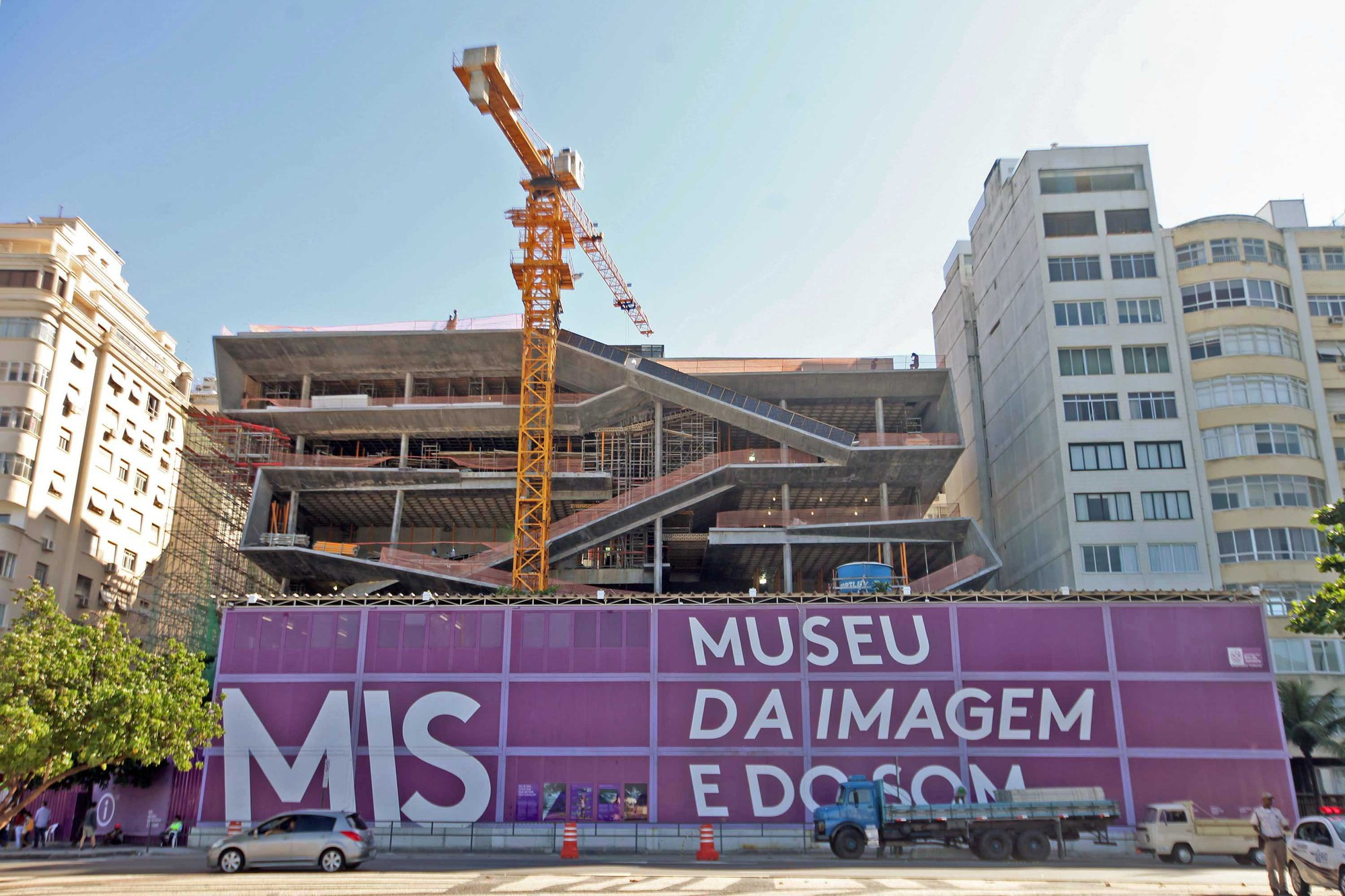
Fachada do novo museu, vista em junho de 2014.

Em 2009, após uma concorrência internacional, foi eleito o projeto vencedor para a nova sede do museu que irá substituir a antiga. O vencedor da disputa foi o escritório americano "Diller Scofidio + Renfro". A nova sede será localizada em Copacabana e visa se tornar o templo da identidade carioca e um ponto de encontro para a população e para turistas brasileiros e estrangeiros. As obras foram iniciadas em 2011, a previsão era que o prédio fosse inaugurado em dezembro de 2014, depois o projeto tinha previsão para conclusão em 2016 com inauguração prometida para a Jogos Olímpicos do Rio.

O novo MIS vai também abrigar todo o acervo do Museu Carmen Miranda, hoje localizado em um pequeno prédio no Parque do Flamengo. Com a nova sede, a direção do MIS planeja também digitalizar seu acervo visual e sonoro. Em comemoração aos cinquentenário do museu, Ricardo Cravo Albin destacou que o museu se irradiou e serviu de inspiração a outras entidades em diversos estados brasileiros. 
A arquitetura do MIS tem como inspiração a Praia de Copacabana. O primeiro andar do edifício será dedicado ao humor e à irreverência carioca, enquanto o segundo piso contará a história da música, incluindo samba, choro e os programas de auditório da Rádio Nacional. O terceiro andar homenageará a televisão brasileira e Carmem Miranda. No quarto andar, os visitantes circularão por imagens da evolução urbana. No subsolo, exitará uma boate. No terraço, serão realizadas sessões de cinema ao ar livre. Além de contar com locais para atividades educativas e pesquisa, com espaços complementares – administração, restaurante panorâmico, café, loja e áreas de serviço.
“Eu vejo um MIS renovado, aumentado e agregando muito mais coisas, inclusive o Museu Carmen Miranda. O [conceito do] MIS se espalhou pelo país. Estive em 17 estados participando da criação de novos museus.”

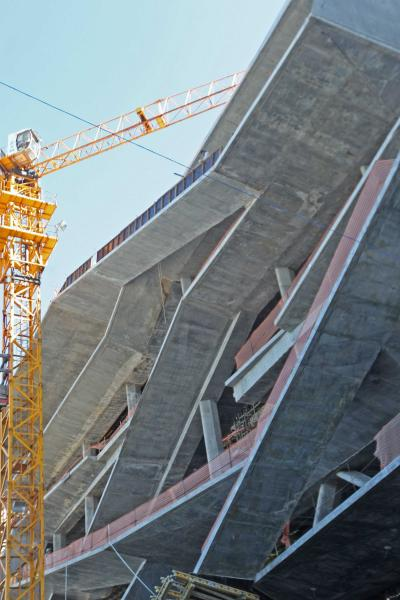
Detalhe da fachada do museu.
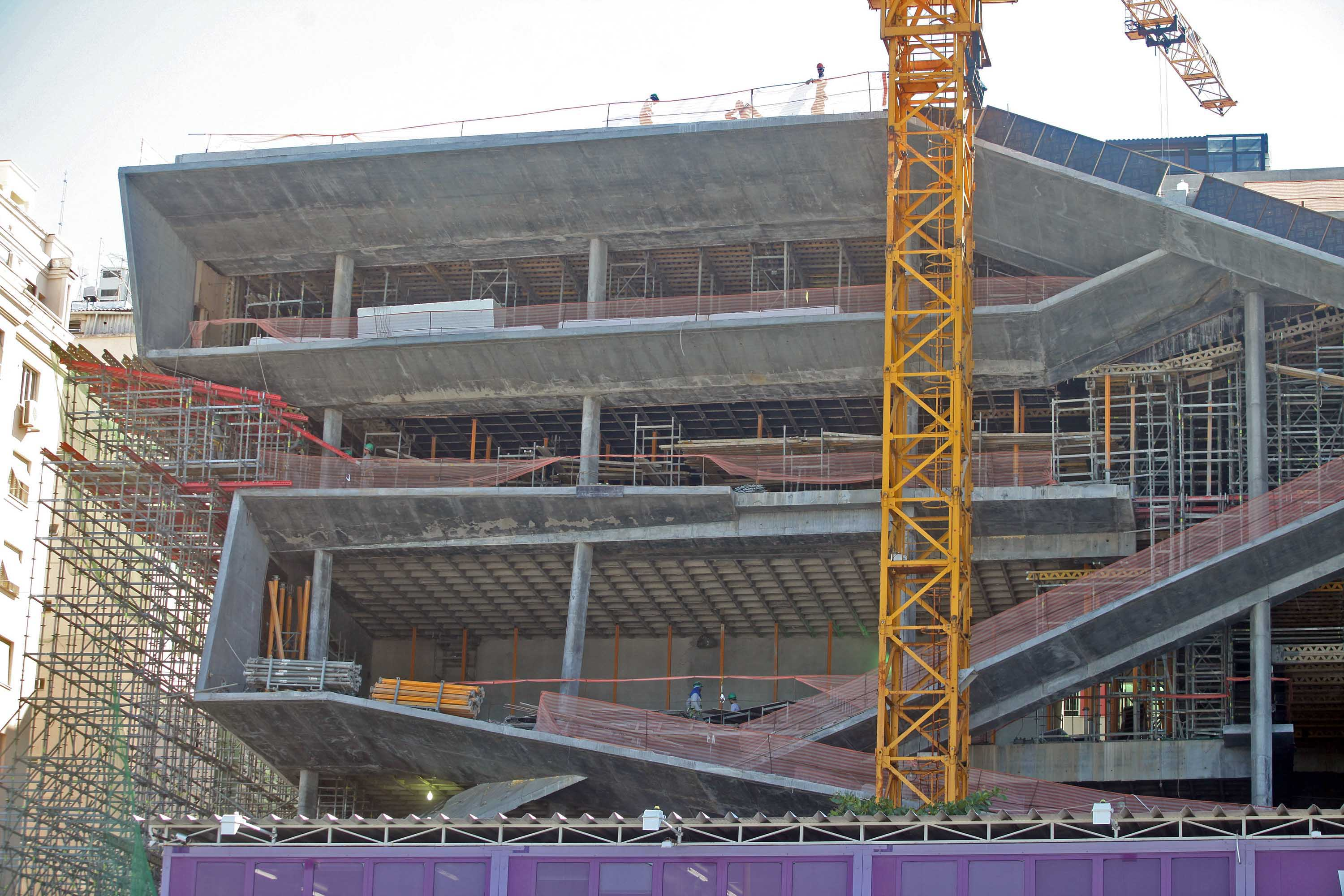
A concepção arquitetônica propõe um prédio que, numa representação gráfica, é uma reprodução do famoso calçadão de Copacabana, dobrado e transformado num boulevard vertical.
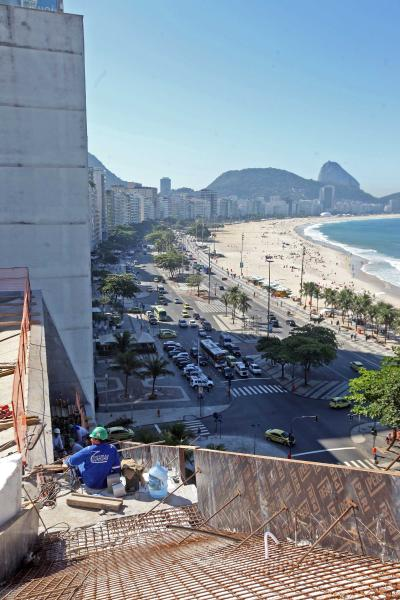
Vista de um dos andares do MIS, com a praia de Copacabana ao fundo.

## Críticas

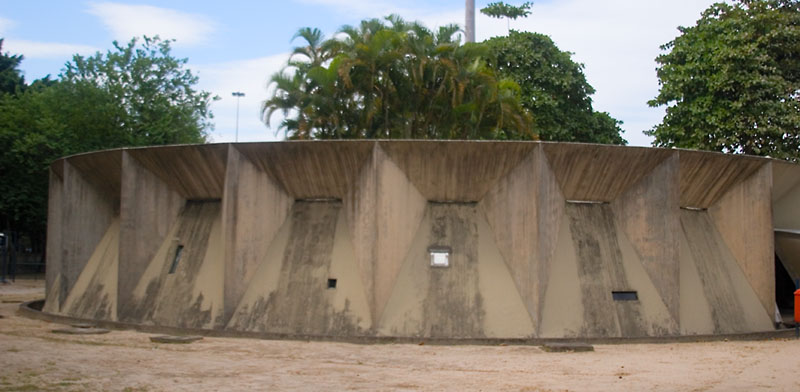
O Museu Carmen Miranda em 2007. Um projeto está sendo elaborado pela prefeitura municipal, e o prédio poderá virar o Centro de Pesquisas Burle Marx.

Pela escassez de funcionários, 43 no total, nem todas as coleções do MIS foram computadas ainda. São 31 coleções particulares, doadas ou compradas ao longo de 50 anos. Ao todo mais de 300 mil itens, entre fotografias, filmes, partituras, discos, fitas de áudio, livros e objetos, como roupas e instrumentos musicais. Uma das principais críticas ao projeto do novo museu é que pouco do acervo estará fisicamente em sua nova sede em Copacabana, o projeto tende a fazer uso intensivo de computadores e projeções. A conservação do rico acervo do MIS não faz parte do escopo do projeto, a não ser em casos pontuais.
O governo do estado do Rio de Janeiro confiou o projeto do novo MIS à Fundação Roberto Marinho (FRM), em parceria com o Ministério da Cultura, por meio de lei de incentivo, e financiamento do Banco Interamericano de Desenvolvimento (BID). Como aconteceu com outros projetos museológicos da FRM, notadamente o Museu da Língua Portuguesa, em São Paulo, e o Museu do Amanhã, no Rio, haverá instalações multimídia. Mas, uma vez pronto, a Fundação Roberto Marinho não vai administrar o museu.[carece de fontes?]
O Museu Carmen Miranda que, por quase quarenta anos, funcionou em um pequeno prédio no Aterro do Flamengo, será fechado e seu acervo absorvido pelo MIS. O "velho MIS" vai perder a sede da Praça XV, o imponente prédio de 1922 no Centro da cidade, foi recentemente prometido ao Tribunal de Justiça do Rio de Janeiro. O novo edifício em Copacabana não terá reserva técnica.[carece de fontes?]